# Раскин (Флорида)
Раскин (енгл. Ruskin) насељено је место без административног статуса у америчкој савезној држави Флорида.

## Демографија
По попису из 2010. године број становника је 17.208, што је 8.887 (106,8%) становника више него 2000. године.
| Група             | 2000.         | 2010.         |
| Белци             | 5.050 (60,7%) | 7.884 (45,8%) |
| Афроамериканци    | 102 (1,2%)    | 1.570 (9,1%)  |
| Азијати           | 36 (0,4%)     | 229 (1,3%)    |
| Хиспаноамериканци | 3.056 (36,7%) | 7.377 (42,9%) |
| Укупно            | 8.321         | 17.208        |